# Natação nos Jogos Olímpicos de Verão de 2024 - 100 m livre masculino
A prova dos 100 m livre masculino da natação nos Jogos Olímpicos de Verão de 2024 ocorreu em 30 e 31 de julho de 2024 na Paris La Défense Arena, em Paris. Um total de 79 nadadores de 70 Comitês Olímpicos Nacionais (CON) participaram do evento.

## Qualificação
Cada Comitê Olímpico Nacional (CON) poderia inscrever no máximo dois nadadores qualificados em cada evento individual, mas somente se ambos atingissem o "tempo de qualificação olímpica" (OQT). Um nadador por evento poderia potencialmente entrar se atingisse o "tempo de consideração olímpica" (OCT), ou se a cota total de 852 competidores não tivesse sido atingida. Os CONs também poderiam inscrever nadadores independentemente do tempo através das vagas de universalidade, mesmo que não tenham atingindo nenhum dos tempos de inscrição padrão (OQT/OCT).
Após o fim da janela de qualificação, a World Aquatics avaliou o número de nadadores que alcançaram o OQT, o número de nadadores somente para as provas de revezamento e o número de vagas de universalidade, antes de convidar aqueles com OCT para cumprir a cota total de 852. Além disso, as vagas no OCT foram distribuídas por evento de acordo com as posições no ranking mundial durante o prazo de qualificação. Para os 100 m livre masculino, o OQT foi de 48s34 e o OCT de 48s58.

## Formato
A competição consiste em três rodadas: preliminares, semifinais e final. Os nadadores com os 16 melhores tempos nas baterias preliminares avançam às semifinais. Já os nadadores com os 8 melhores tempos nas semifinais avançam à final. Desempates (swim-offs) são utilizados conforme necessário para quebrar os empates de avanço à próxima rodada.

## Calendário
Horário local (UTC+2)
| Data                | Horário | Fase         |
| ------------------- | ------- | ------------ |
| 30 de julho de 2024 | 11:00   | Preliminares |
| 30 de julho de 2024 | 20:35   | Semifinais   |
| 31 de julho de 2024 | 22:35   | Final        |

## Medalhistas
| Ouro   | CHN Pan Zhanle     |
| Prata  | AUS Kyle Chalmers  |
| Bronze | ROU David Popovici |

## Recordes
Antes desta competição, os recordes mundiais e olímpicos da prova eram os seguintes:
| Tipo | Atleta         | Tempo | Local  | Data                    |
| ---- | -------------- | ----- | ------ | ----------------------- |
|      | Pan Zhanle     | 46.80 | Doha   | 11 de fevereiro de 2024 |
|      | Caeleb Dressel | 47.02 | Tóquio | 29 de julho de 2021     |

## Resultados

### Preliminares
Os nadadores com os 16 melhores tempos, independente da bateria, avançam às semifinais.
| Pos. | Bateria | Raia | Nadador                         | CON                        | Tempo   | Notas            |
| ---- | ------- | ---- | ------------------------------- | -------------------------- | ------- | ---------------- |
| 1    | 8       | 4    | Jack Alexy                      | USA Estados Unidos         | 47.57   | Q                |
| 2    | 8       | 5    | Maxime Grousset                 | FRA França                 | 47.70   | Q                |
| 3    | 9       | 4    | David Popovici                  | ROU Romênia                | 47.92   | Q                |
| 4    | 9       | 3    | Nándor Németh                   | HUN Hungria                | 47.93   | Q                |
| 5    | 8       | 6    | Jordan Crooks                   | CAY Ilhas Cayman           | 48.01   | Q                |
| 6    | 10      | 5    | Kyle Chalmers                   | AUS Austrália              | 48.07   | Q                |
| 7    | 8       | 3    | Alessandro Miressi              | ITA Itália                 | 48.24   | Q                |
| 8    | 9       | 5    | Chris Guiliano                  | USA Estados Unidos         | 48.25   | Q                |
| 8    | 10      | 2    | Josha Salchow                   | GER Alemanha               | 48.25   | Q                |
| 10   | 9       | 6    | Andrej Barna                    | SRB Sérvia                 | 48.34   | Q                |
| 10   | 10      | 6    | Joshua Liendo                   | CAN Canadá                 | 48.34   | Q                |
| 12   | 10      | 7    | Guilherme Caribé                | BRA Brasil                 | 48.35   | Q                |
| 13   | 8       | 7    | Velimir Stjepanović             | SRB Sérvia                 | 48.40   | Q                |
| 13   | 10      | 3    | Matthew Richards                | GBR Grã-Bretanha           | 48.40   | Q                |
| 13   | 10      | 4    | Pan Zhanle                      | CHN China                  | 48.40   | Q                |
| 16   | 8       | 2    | Hwang Sun-woo                   | KOR Coreia do Sul          | 48.41   | Q, WD            |
| 17   | 10      | 8    | William Yang                    | AUS Austrália              | 48.46   | Q                |
| 18   | 9       | 1    | Jacob Whittle                   | GBR Grã-Bretanha           | 48.47   |                  |
| 19   | 7       | 8    | Sergio de Celis                 | ESP Espanha                | 48.49   |                  |
| 20   | 8       | 1    | Danas Rapšys                    | LTU Lituânia               | 48.53   |                  |
| 21   | 7       | 6    | Tomer Frankel                   | ISR Israel                 | 48.66   |                  |
| 22   | 10      | 1    | Wang Haoyu                      | CHN China                  | 48.79   |                  |
| 23   | 7       | 4    | Sean Niewold                    | NED Países Baixos          | 48.82   |                  |
| 23   | 7       | 5    | Rafael Fente-Damers             | FRA França                 | 48.82   |                  |
| 23   | 9       | 8    | Leonardo Deplano                | ITA Itália                 | 48.82   |                  |
| 26   | 5       | 5    | Lamar Taylor                    | BAH Bahamas                | 48.84   |                  |
| 26   | 6       | 4    | Mikel Schreuders                | ARU Aruba                  | 48.84   |                  |
| 28   | 9       | 7    | Diogo Ribeiro                   | POR Portugal               | 48.88   |                  |
| 29   | 7       | 2    | Yuri Kisil                      | CAN Canadá                 | 49.06   |                  |
| 30   | 6       | 5    | Ralph Daleiden                  | LUX Luxemburgo             | 49.12   |                  |
| 31   | 7       | 7    | Cameron Gray                    | NZL Nova Zelândia          | 49.24   |                  |
| 32   | 7       | 1    | Jorge Iga                       | MEX México                 | 49.28   |                  |
| 33   | 8       | 8    | Nikola Miljenić                 | CRO Croácia                | 49.34   |                  |
| 34   | 7       | 3    | Dylan Carter                    | TTO Trinidad e Tobago      | 49.35   |                  |
| 35   | 9       | 2    | Marcelo Chierighini             | BRA Brasil                 | 49.38   |                  |
| 36   | 6       | 7    | Jakub Majerski                  | POL Polônia                | 49.44   |                  |
| 37   | 6       | 2    | Alberto Mestre                  | VEN Venezuela              | 49.51   |                  |
| 38   | 6       | 3    | Jonathan Tan                    | SGP Singapura              | 49.60   |                  |
| 39   | 6       | 1    | Daniel Gracík                   | CZE Chéquia                | 49.65   |                  |
| 40   | 6       | 6    | Björn Seeliger                  | SWE Suécia                 | 49.70   |                  |
| 41   | 6       | 8    | Adilbek Mussin                  | KAZ Cazaquistão            | 49.92   |                  |
| 42   | 5       | 3    | Simon Doueihy                   | LBN Líbano                 | 50.10   |                  |
| 43   | 4       | 1    | Nikolas Antoniou                | CYP Chipre                 | 50.35   |                  |
| 44   | 4       | 3    | Jayhan Odlum-Smith              | LCA Santa Lúcia            | 50.39   |                  |
| 44   | 4       | 5    | Yousuf Al-Matrooshi             | UAE Emirados Árabes Unidos | 50.39   |                  |
| 46   | 5       | 4    | Jack Kirby                      | BAR Barbados               | 50.42   |                  |
| 47   | 4       | 4    | Leo Nolles                      | URU Uruguai                | 50.58   |                  |
| 48   | 5       | 8    | Samyar Abdoli                   | IRI Irã                    | 50.63   |                  |
| 49   | 5       | 6    | Dulyawat Kaewsriyong            | THA Tailândia              | 50.64   |                  |
| 50   | 4       | 8    | Batbayaryn Enkhtamir            | MGL Mongólia               | 50.81   |                  |
| 51   | 4       | 2    | Matthieu Seye                   | SEN Senegal                | 50.84   |                  |
| 52   | 4       | 6    | Harry Stacey                    | GHA Gana                   | 51.12   |                  |
| 53   | 3       | 6    | Zaid Al-Sarraj                  | KSA Arábia Saudita         | 51.21   |                  |
| 54   | 4       | 7    | Kyle Abeysinghe                 | SRI Sri Lanka              | 51.42   |                  |
| 55   | 5       | 7    | Ian Ho                          | HKG Hong Kong              | 51.46   |                  |
| 56   | 5       | 2    | Artur Barseghyan                | ARM Armênia                | 51.54   |                  |
| 57   | 5       | 1    | Javier Núñez                    | DOM República Dominicana   | 51.55   |                  |
| 58   | 3       | 4    | Adell Sabovic                   | KOS Kosovo                 | 51.77   |                  |
| 59   | 3       | 1    | Alexander Shah                  | NEP Nepal                  | 51.91   | Recorde nacional |
| 60   | 2       | 5    | Ovesh Purahoo                   | MRI Maurício               | 52.22   |                  |
| 61   | 3       | 5    | Musa Zhalayev                   | TKM Turcomenistão          | 52.29   |                  |
| 62   | 3       | 7    | Grisi Koxhaku                   | ALB Albânia                | 52.32   |                  |
| 63   | 3       | 8    | Mohamad Zubaid                  | KUW Kuwait                 | 52.35   |                  |
| 64   | 3       | 3    | Henrique Mascarenhas            | ANG Angola                 | 52.52   |                  |
| 65   | 2       | 4    | Nixon Hernández                 | ESA El Salvador            | 52.73   |                  |
| 66   | 3       | 2    | Johann Stickland                | SAM Samoa                  | 52.94   |                  |
| 67   | 2       | 3    | Antoine De Lapparent            | CAM Camboja                | 52.95   |                  |
| 68   | 2       | 2    | Irvin Hoost                     | SUR Suriname               | 52.99   |                  |
| 69   | 2       | 6    | Samiul Islam Rafi               | BAN Bangladesh             | 53.10   |                  |
| 70   | 2       | 7    | Issa Al-Adawi                   | OMA Omã                    | 53.19   |                  |
| 71   | 2       | 1    | Collins Saliboko                | TAN Tanzânia               | 53.38   |                  |
| 72   | 1       | 4    | Josh Tarere                     | PNG Papua-Nova Guiné       | 53.85   |                  |
| 73   | 1       | 6    | Phone Pyae Han                  | MYA Mianmar                | 55.56   |                  |
| 74   | 1       | 3    | Sangay Tenzin                   | BHU Butão                  | 56.08   |                  |
| 75   | 2       | 8    | Yousef Abubaker                 | LBA Líbia                  | 56.19   |                  |
| 76   | 1       | 5    | Alexien Kouma                   | MLI Mali                   | 56.34   |                  |
| 77   | 1       | 2    | Johnathan Silas                 | VAN Vanuatu                | 59.38   | Recorde nacional |
| 78   | 1       | 7    | Giorgio Nguichie Kamseu Kamogne | CMR Camarões               | 1:03.42 |                  |
| 79   | 1       | 1    | Hadji Hassane                   | COM Comores                | 1:07.21 |                  |

### Semifinais
Os nadadores com os oito melhores tempos, independente da bateria, avançam à final.
| Pos. | Bateria | Raia | Nadador             | CON                | Tempo | Notas |
| ---- | ------- | ---- | ------------------- | ------------------ | ----- | ----- |
| 1    | 2       | 8    | Pan Zhanle          | CHN China          | 47.21 | Q     |
| 2    | 1       | 3    | Kyle Chalmers       | AUS Austrália      | 47.58 | Q     |
| 3    | 1       | 5    | Nándor Németh       | HUN Hungria        | 47.61 | Q     |
| 4    | 1       | 4    | Maxime Grousset     | FRA França         | 47.63 | Q     |
| 5    | 2       | 5    | David Popovici      | ROU Romênia        | 47.66 | Q     |
| 6    | 2       | 4    | Jack Alexy          | USA Estados Unidos | 47.68 | Q     |
| 7    | 1       | 6    | Chris Guiliano      | USA Estados Unidos | 47.72 | Q     |
| 8    | 2       | 2    | Josha Salchow       | GER Alemanha       | 47.94 | Q     |
| 9    | 2       | 6    | Alessandro Miressi  | ITA Itália         | 47.95 |       |
| 10   | 1       | 7    | Guilherme Caribé    | BRA Brasil         | 48.03 |       |
| 11   | 2       | 7    | Joshua Liendo       | CAN Canadá         | 48.06 |       |
| 12   | 1       | 1    | Matthew Richards    | GBR Grã-Bretanha   | 48.09 |       |
| 13   | 2       | 3    | Jordan Crooks       | CAY Ilhas Cayman   | 48.10 |       |
| 14   | 1       | 2    | Andrej Barna        | SRB Sérvia         | 48.11 |       |
| 15   | 1       | 8    | William Yang        | AUS Austrália      | 48.42 |       |
| 16   | 2       | 1    | Velimir Stjepanović | SRB Sérvia         | 48.78 |       |

### Final
Os três nadadores mais rápidos na final conquistam as medalhas.
| Pos.              | Raia | Nadador         | CON                | Tempo | Notas            |
| ----------------- | ---- | --------------- | ------------------ | ----- | ---------------- |
| Medalha de ouro   | 4    | Pan Zhanle      | CHN China          | 46.40 | Recorde mundial  |
| Medalha de prata  | 5    | Kyle Chalmers   | AUS Austrália      | 47.48 |                  |
| Medalha de bronze | 2    | David Popovici  | ROU Romênia        | 47.49 |                  |
| 4                 | 3    | Nándor Németh   | HUN Hungria        | 47.50 |                  |
| 5                 | 6    | Maxime Grousset | FRA França         | 47.71 |                  |
| 6                 | 8    | Josha Salchow   | GER Alemanha       | 47.80 | Recorde nacional |
| 7                 | 7    | Jack Alexy      | USA Estados Unidos | 47.96 |                  |
| 8                 | 1    | Chris Guiliano  | USA Estados Unidos | 47.98 |                  |

Legenda
| Recorde mundial      | Recorde mundial (World record)               |                       | Recorde africano                      | Recorde africano (African) |                                           | Q | Classificado por posição (Qualified) |
| Recorde olímpico     | Recorde olímpico (Olympic record)            | Recorde da América    | Recorde da América (Americas)         | q                          | Classificado por melhor tempo (Qualified) |   |                                      |
| Melhor marca do ano  | Melhor marca do ano (World leading)          | Recorde asiático      | Recorde asiático (Asian)              | DNS                        | Não largou (Did not start)                |   |                                      |
| Recorde nacional     | Recorde nacional (National record)           | Recorde europeu       | Recorde europeu (European)            | DNF                        | Não terminou (Did not finish)             |   |                                      |
| Recorde pessoal      | Recorde pessoal do atleta (Personal best)    | Recorde da Oceania    | Recorde da Oceania (Oceania)          | DSQ / DQ                   | Desclassificado (Disqualified)            |   |                                      |
| Recorde da temporada | Recorde da temporada do atleta (Season best) | Recorde sul-americano | Recorde sul-americano (South America) | NM                         | Sem marca (No mark)                       |   |                                      |